# Cephalaeschna
Genre
Cephalaeschna est un genre de libellules de la famille des Æshnidae et du sous-ordre des Anisoptères.

## Liste d'espèces
Selon BioLib (12 avril 2020) :
- Cephalaeschna acutifrons (Martin, 1909)
- Cephalaeschna aritai Karube, 2003
- Cephalaeschna asahinai Karube, 2011
- Cephalaeschna chaoi Asahina, 1982
- Cephalaeschna cornifrons Zhang & Cai, 2013
- Cephalaeschna dinghuensis Wilson, 1999
- Cephalaeschna discolor Zhang, Cai & Liao, 2013
- Cephalaeschna klapperichi Schmidt, 1961
- Cephalaeschna klotsi Asahina, 1982
- Cephalaeschna masoni (Martin, 1909)
- Cephalaeschna mattii Zhang, Cai & Liao, 2013
- Cephalaeschna needhami Asahina, 1981
- Cephalaeschna obversa Needham, 1930
- Cephalaeschna orbifrons Selys, 1883 - espèce type
- Cephalaeschna ordopapiliones Zhang & Cai, 2013
- Cephalaeschna patrorum Needham, 1930
- Cephalaeschna risi Asahina, 1981
- Cephalaeschna shaowuensis Xu, 2006
- Cephalaeschna solitaria Zhang, Cai & Liao, 2013
- Cephalaeschna triadica Lieftinck, 1977
- Cephalaeschna viridifrons (Fraser, 1922)
- Cephalaeschna xixiangensis Zhang, 2013

## Publication originale
- Edmond de Sélys Longchamps, « Synopsis des Æschnines - Première partie : Classification », Bulletins de l'Académie royale des sciences, des lettres et des beaux-arts de Belgique., Bruxelles, vol. 5,‎ 1883, p. 712-748 (ISSN 0770-7509, OCLC 1589466 et 472187722, lire en ligne).